# Magyar zsidó lexikon
A Magyar zsidó lexikon (címváltozat: Zsidó lexikon) Budapesten 1929-ben megjelent magyar nyelvű lexikon, szerkesztette Újvári Péter. A Zsidó Lexikon (kiadóvállalat) kiadása. 1929-ben két kiadást ért meg, az egyik Magyar zsidó lexikon, a másik Zsidó Lexikon címmel. Kiadási példányszáma ismeretlen.
Az internetes változat a Wesley János Lelkészképző Főiskola Theológus és Lelkész Szak keretében végzett kutatómunka eredményeként 2006-ban, a magyarországi holokauszt kőrösmezei kezdetének 65. évfordulóján jelent meg, később bekerült az OSZK Magyar Elektronikus Könyvtárába (MEK) is.

## Nemzetközi előzmények
A nagy nemzeti lexikonok nyomán a századfordulón jelent meg az angol nyelvű Jewish Encyclopedia I–XII. (New York 1902–06), amely – hasonlóan a kortárs Encyclopaedia Britannicához – az interneten is teljes szöveggel elérhető. A két háború között ezt a Jüdisches Lexikon I–II. (1927–28) és az Encyclopaedia Judaica I–II. (1927–28) követték.
Az Encyclopaedia Judaica 1972-ben több kötetben jelent meg Jeruzsálemben, és a megújított verzió CD-n is megvásárolható
Magyarországon a hazai neológ, illetve ortodox közösség tudományosságához kötődő, meglehetősen nagy volumenű könyvkiadás ellenére, ilyen átfogó könyv hosszú ideig nem készült, a dualizmus kori állami tudományosság pedig a magyar szellemi örökség felekezeti szempontok szerint tagolt összegyűjtését nem támogatta.

## A lexikonról
Az 1929-ben megjelent, 1028 oldalas munka, a Magyar zsidó lexikon a két világháború közötti lexikonkiadás egyik csúcsteljesítménye. Máig használható címszavait több nagy csoportba oszthatjuk:
- Több ezer életrajz, gyűjtőkörük szinte teljességre törekedett a zsidó vallási intellektualizmus és konfesszionális alapú társadalmi szerveződés (rabbik, hittudósok, fontosabb hitközségi vezetők) vonatkozásában, és kiterjedt szinte az összes értelmiségi foglalkozást képviselők (művészek, orvosok, tudósok, ügyvédek) bemutatására.
- Hitközségi szócikkek, szintén rengeteg névvel és fontos helytörténeti adattal,
- A judaizmus, illetve bibliatudományok keretébe vágó (ma már nyilván részben korszerűbb szakkönyvekből ellenőrzendő) szócikkek.
- Tematikus gyűjtések, melyek a magyar és részben külföldi tudományterületek, művészetek vonatkozásában listaszerűen tartalmazzák a zsidó kiválóságokat.

A szerkesztőség 1927 szeptemberében kezdte el a munkát, és a lexikon 1929-ben már megjelent. A legkiválóbb magyar zsidó tudósok részvételével, a korabeli zsidó társadalom és vallási vezetés támogatásával készült. (Az ezzel foglalkozó korabeli kritikai véleményt lásd lejjebb). A kiadvány „a magyarországi, erdélyi, szlovenszkói, vajdasági és burgenlandi zsidóság életét és munkásságát ismerteti”, köztük azokét is, akik korábban külföldre távoztak.
Nemcsak „a felekezet kereteiben élők”-ről, tehát zsidó vallásúakról közöl szócikkeket, hanem a kitért személyekről is. A „Ki a zsidó?” – már akkor is erősen vitatott – kérdését azzal az informatív megoldással oldja meg, hogy az utóbbiakat csillaggal jelöli. Semmilyen módon nem foglalkozik viszont azzal, hogy valaki hívő-e, zsidónak tartja-e magát, vagy sem.

### Internetes változata
A Magyar zsidó lexikon az 1970-es és 1980-as évekbeli antikvár piac egyik ritkaságának számított. 1986-ban reprint formában megjelent.
A 2000-es évek elején Nagy Péter Tibor szerkesztésében elkészült egy meglehetősen kezdetleges CD-változat. 2006 augusztusára – a magyar elit összetételét (többek között a felekezetit) vizsgáló Karády Viktor és Nagy Péter Tibor vezette tudományos projekt feldolgozta (többek között) a Magyar zsidó lexikont is. Ennek melléktermékeként, köszönhetően a WJLF és a Hanadiv Alapítvány támogatásának, készült el az – immár sokféle mutatóval felszerelt – internetes változat is, amely először az extra.hu szerveren kapott helyet, majd a Magyar Elektronikus Könyvtárba is bekerült.
Az internetes változat nem egyszerű reprint, illetve teljes szövegű újraközlés, hanem adatbázisszerűen működik. Például nemcsak önálló szócikkekre, hanem a szócikkek szövegében található nevekre is lehet benne keresni, foglalkozás- és településmutató áll rendelkezésre stb.
A 2008. évi fejlesztés további keresési lehetőségeket biztosított, pl. szabadszavas keresés is lehetséges. A 2010. évi fejlesztés következtében lehetővé vált a lexikon interaktív használata, a szócikkek kommentálása, a lexikon kiegészítése. 2011-ben megkezdődött a legfontosabb mutatók papíralapú kiadása is.

## Korabeli fogadtatása
A lexikonnak nem voltak hazai előzményei. A szerkesztői előszó is hangsúlyozza, hogy nem támaszkodhattak ilyen jellegű magyar munkára, ezért munkájuknak sok hiányossága lehet.
Kevéssel megjelenése után a kötetről Pintér Jenő közölt részletes kritikát az Irodalomtörténet című folyóiratban. „A magunk részéről úgy látjuk, hogy a szerkesztő és munkatársai nagyarányú munkát végeztek s csodálni lehet, hogy aránylag rövid idő alatt ilyen gazdag anyagot halmoztak össze. Itt következő észrevételeinkben erős kifogásokat emelünk ugyan a lexikon hiányosságai ellen, de azt is elismerjük, hogy a vaskos kötet adatkészlete igen értékes s a nem zsidók számára – néhány speciális érdeklődésű keresztényt kivéve – egészen ismeretlen világot tár fel.”
A könyv hibájaként felrója, hogy a szócikket írók nagy többsége eléggé ismeretlen, szerinte „a jobbnevű zsidó tudósok és írók nem vettek részt a munka megírásában.” Súlyos aránytalanságokra hívja fel a figyelmet: véleménye szerint kevéssé jelentős emberekről vagy „protekciós divatnevek”-ről gyakran hosszú cikkek szólnak, ezekhez képest az igazán nevezetes személyeknek sokkal kevesebb hely jut. „Nem tudunk belenyugodni abba, hogy egy aranyműves, ügyvéd, bankember, képviselő vagy színész több méltatást kapjon, mint egy kiváló érdemű tudós. Pedig ez az eset sűrűn ismétlődik.” A szerkesztői munka hiányosságai mellett rámutat számos tárgyi tévedésre, hibára is. Külön kiemeli az Irodalom címszóban (Komlós Aladár és Zsoldos Jenő munkája) előforduló téves állításokat.
Elismerően említi ugyanakkor a zsidó hitközségekre és múltjukra vonatkozó adatok összegyűjtését; a lexikonnak ez a része „valósággal forrásjellegű: történetíróknak és statisztikusoknak egyaránt értékes kútfő.” Megjegyzi még és számos példával illusztrálja: „Bámulatosan mozgalmas életpályák sorakoznak a lexikonban egymás után.”